# Steinbergalm (Kampenwand)
Die Steinbergalm ist eine Alm, die sich im Schlechinger Forst in der Gemeinde Schleching sowie im Ortsteil Hohenaschau der Gemeinde Aschau im Chiemgau befindet.
Der Gschwendtnerkaser der Steinbergalm liegt auf dem Gebiet der Gemeinde Schleching, steht unter Denkmalschutz und ist unter der Nummer D-1-89-141-69 in die Bayerische Denkmalliste eingetragen.
Der Lenznkaser liegt auf dem Gebiet der Gemeinde Aschau, steht ebenfalls unter Denkmalschutz und ist unter der Nummer D-1-87-114-137 in die Bayerische Denkmalliste eingetragen.

## Baubeschreibung
Der Lenznkaser oder Lagenkaser ist das westlichste Gebäude der Alm. Der erdgeschossige Massivbau mit Blockbaugiebel und Flachsatteldach ist mit dem Jahr 1812 bezeichnet.
Der Gschwendtnerkaser ist ein Mauerbau mit Blockbaugiebel und mit dem Jahr 1788 bezeichnet.
Auf der Alm befinden sich weitere Gebäude, die jedoch nicht unter Denkmalschutz stehen. Dies sind der Huberkaser und der Lutzkaser von 1893, der Kramerkaser von 1837 sowie der Heinzkaser von 1823.

## Heutige Nutzung
Die Steinbergalm wird landwirtschaftlich genutzt, ist jedoch nicht bewirtet.

## Sonstiges
Der ehemalige Rapplkaser der Steinbergalm wurde in den Schlechinger Ortsteil Mettenham in die Raitener Straße transloziert. Der Kaser steht ebenfalls unter Denkmalschutz und trägt die Aktennummer D-1-89-141-34.

## Lage
Die Steinbergalm liegt am Südhang der Kampenwand auf einer Höhe von etwa 1200 m ü. NN.